# Abolboda killipii
Abolboda killipii là một loài thực vật hạt kín trong họ Hoàng đầu. Loài này được Lasser mô tả khoa học đầu tiên năm 1944.